# Cratere Goldstone
Goldstone  è un cratere sulla superficie di Marte.